# Kinosternon herrerai
Espèce
Statut de conservation UICN

 NT  : Quasi menacé
Kinosternon herrerai est une espèce de tortues de la famille des Kinosternidae.

## Répartition
Cette espèce est endémique du Mexique. Elle se rencontre dans les États d'Hidalgo, de San Luis Potosí, de Tamaulipas et de Veracruz.

## Étymologie
Cette espèce est nommée en l'honneur d'Alfonso L. Herrera.

## Publication originale
- Stejneger, 1925 : New species and subspecies of American turtles. Journal of the Washington Academy of Science, vol. 15, no 20, p. 462-463 (texte intégral).